# Francesco Rutelli

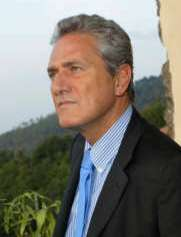
Francesco Rutelli

Francesco Rutelli (n. 14 iunie 1954) este un politician  italian, membru al Camerei Deputaților al țării sale, fost membru al Parlamentului European în perioada 1999 - 2004 din partea Italiei. 
Rutelli a fost primarul Romei (1993-2001).
1. ↑  Francesco Rutelli, Munzinger Personen, accesat în 9 octombrie 2017
2. ↑   https://dati.senato.it/senatore/2130 Lipsește sau este vid: |title= (ajutor)
3. ↑  Deputații în Parlamentul European